# Alex Sandro Santana de Oliveira
Alex Sandro Santana de Oliveira (sinh ngày 30 tháng 10 năm 1973) là một cầu thủ bóng đá người Brasil.

## Sự nghiệp câu lạc bộ
Alex Sandro Santana de Oliveira đã từng chơi cho Kawasaki Frontale.

## Thống kê câu lạc bộ

### J.League
| Đội               | Năm       | J.League | J.League | J.League Cup | J.League Cup | Tổng cộng | Tổng cộng |
| Đội               | Năm       | Trận     | Bàn      | Trận         | Bàn          | Trận      | Bàn       |
| ----------------- | --------- | -------- | -------- | ------------ | ------------ | --------- | --------- |
| Kawasaki Frontale | 2000      | 9        | 2        | 4            | 1            | 13        | 3         |
| Tổng cộng         | Tổng cộng | 9        | 2        | 4            | 1            | 13        | 3         |